# Opérateurs laplaciens en géométrie riemannienne
En géométrie riemannienne, il existe plusieurs généralisations couramment utilisées de l'opérateur laplacien. La plus simple est l'opérateur de Laplace-Beltrami qui s'applique aux fonctions numériques. On peut définir des opérateurs permettant de dériver des objets plus généraux, formes différentielles, tenseurs ou sections de fibrés vectoriels, de différentes manières, parfois concurrentes. Plusieurs d'entre eux méritent d'être qualifiés de laplaciens, à partir de leur symbole principal, c'est-à-dire les termes de dérivation de plus haut degré. Dès lors, ils partagent différentes caractéristiques, comme leur caractère elliptique. Il est possible de les relier les uns aux autres par des formules dites de Weitzenböck qui font intervenir la courbure et d'en déduire des propriétés intéressantes reliant la topologie et l'analyse fonctionnelle.

## Définition commune
Dans tout ce qui suit on se place sur une variété riemannienne (M,g). On utilisera les symboles du produit scalaire et de la norme {\displaystyle \langle .,.\rangle } et {\displaystyle ||.||} pour la métrique induite sur les tenseurs ou les formes différentielles.

### Opérateur de Laplace-Beltrami
Dans le cas des fonctions numériques on définit le laplacien par la formule
{\displaystyle \Delta f=-\mathrm {div} (\mathrm {grad} f)}
cette convention, couramment pratiquée en géométrie différentielle est opposée à celle qu'on trouve habituellement en analyse ; cela s'explique notamment par le fait de privilégier le signe « + » dans l'expression du lien avec la différentielle extérieure et la codifférentielle (qui se généralisera avec le laplacien de Hodge)
{\displaystyle \Delta f=\delta df}
Ce laplacien constitue un opérateur différentiel elliptique et autoadjoint. En intégrant la relation {\displaystyle \Delta f=0} grâce au théorème de Stokes, sur une variété compacte, son noyau (ensemble des fonctions dites harmoniques) est réduit aux constantes.

### Opérateurs laplaciens en général
Dans le cadre euclidien, on peut définir une notion générale de symbole d'un opérateur différentiel, c'est-à-dire une expression donnant les coefficients et les ordres de dérivation. Mais pour les variétés différentielles, les coefficients sont modifiés lors des changements de cartes. Seul le symbole principal se conserve, sous forme d'un tenseur symétrique. 
Sur une variété riemannienne (M,g) il est donc possible de qualifier de laplaciens tous les opérateurs différentiels agissant sur les sections d'un fibré vectoriel E et dont le symbole principal
{\displaystyle \sigma _{A}:S^{2}T^{\ast }M\otimes E\to E}
est directement relié à la métrique via les relations
{\displaystyle \sigma _{A}(\xi \otimes \xi \otimes e)=-\langle \xi ,\xi \rangle e}

## Différents opérateurs

### Laplacien de connexion (ou laplacien brut)
Puisqu'à la métrique riemannienne est canoniquement associée la connexion de Levi-Civita, on dispose d'une dérivée covariante permettant de dériver les fonctions, formes différentielles et tous types de tenseurs, à tout ordre. Le laplacien brut, ou laplacien de connexion est donné à l'aide de la trace (c'est-à-dire de la contraction selon g) de la dérivée seconde
{\displaystyle {\underline {\Delta }}T=-\mathrm {tr} _{g}(\nabla ^{2}T)}
On peut aussi étendre cette définition pour calculer le laplacien sur tout fibré vectoriel riemannien E puisqu'on dispose alors d'une dérivation covariante sur les covecteurs à valeurs dans E :
{\displaystyle {\underline {\Delta }}T=-\mathrm {tr} _{g}(\nabla ^{E}\nabla T\omega )=\nabla ^{\ast }\nabla T}
en notant {\displaystyle \nabla ^{\ast }} l'adjoint formel de la connexion. Le symbole principal de {\displaystyle {\underline {\Delta }}} justifie qu'il s'agit bien d'un opérateur laplacien, qui est en outre formellement autoadjoint et positif. Si la variété est compacte, le noyau est formé des sections vérifiant {\displaystyle \nabla T=0},c'est-à-cire avec T globalement parallèle.

### Laplacien de Hodge
Le laplacien de Hodge n'est défini que sur les formes différentielles ; il porte aussi les noms d'opérateur de Laplace-De Rham, ou de Laplace-Beltrami, voire de laplacien tout court. Dans le cas d'une variété riemannienne orientée, on peut définir la codifférentielle grâce à l'opérateur de dualité {\displaystyle \ast } de Hodge : en dimension n, pour les p-formes
{\displaystyle \delta =(-1)^{np+n+1}\ast \mathrm {d} \ast }
Le laplacien combine la différentielle et la codifférentielle
{\displaystyle \Delta =(\mathrm {d} +\delta )^{2}=\mathrm {d} \delta +\delta \mathrm {d} }
et l'opérateur obtenu commute avec l'opérateur de Hodge.
Cependant, si un changement d'orientation modifie l'opérateur de Hodge, on retrouve la même codifférentielle, et partant, le même laplacien, qui peuvent donc être définis même sur des variétés non orientables.
Les formes différentielles de laplacien nul sont dites harmoniques. Sur une variété compacte et orientée, ces formes harmoniques annulent à la fois la différentielle et la codifférentielle, et on peut établir le théorème de décomposition de Hodge : toute forme différentielle s'écrit de façon unique comme somme d'une forme exacte, d'une forme co-exacte et d'une forme harmonique.

### Laplaciens de Dirac
On peut définir une notion générale d'opérateur de Dirac : ce sont des opérateurs définis sur certains fibrés dès lors qu'on a de bonnes propriétés de compatibilité avec le fibré de Clifford de la variété. Ils ont tous en commun d'avoir un carré qui est un opérateur laplacien. Parmi les exemples notables il convient de citer l'opérateur suivant sur le fibré des formes différentielles, et dont le carré est le laplacien de Hodge mentionné ci-dessus :
{\displaystyle D=d+\delta }
Toutefois, dans cette famille, deux opérateurs spécifiques sont plus fréquemment qualifiés d'opérateur de Dirac. Ils ne sont pas définis sur toute variété riemannienne, mais seulement lorsqu'on dispose d'une structure Spin ou Spinc et du fibré des spineurs associé. Dans le cas d'une structure Spin, il existe un opérateur de Dirac privilégié et quand on souhaite le distinguer de la famille générale qui précède, on parle d'opérateur d'Atiyah-Singer. Dans une base orthonormale mobile, et en chaque point x, il est donné par la formule
{\displaystyle {\cal {D}}\sigma =\sum _{i=1}^{n}e_{i}\times \nabla _{e_{i}}(\sigma )}
faisant apparaître un produit de Clifford et dont on montre qu'elle donne un résultat indépendant de la base choisie et qu'elle a bien pour carré un laplacien (laplacien de Dirac ou d'Atiyah-Singer). Pour une structure Spinc, il y a un choix de connexion à faire sur le fibré en droites associé à la structure, donc plusieurs opérateurs de Dirac et laplaciens possibles.

## Formules de Weitzenböck et méthode de Bochner

### Relations entre les laplaciens: les formules de Weitzenböck
La formule historique de Weitzenböck, établie en 1923 et redécouverte par Bochner en 1948, relie le laplacien de Hodge pour une forme différentielle au laplacien de connexion ; elle montre que la différence entre ces deux laplaciens est un terme sophistiqué faisant intervenir la courbure. Dans le cas des 1-formes, elle s'écrit à l'aide d'une version du tenseur courbure de Ricci (forme bilinéaire de Ricci sur le fibré cotangent)
{\displaystyle \Delta =\nabla ^{\ast }\nabla +\mathrm {Ric} }
On peut en donner une formulation plus générale et plus élégante, englobant dans un premier temps tous les laplaciens de Dirac
{\displaystyle D^{2}=\nabla ^{\ast }\nabla +{\cal {R}}}
où le terme supplémentaire s'exprime avec une multiplication de Clifford et l'opérateur de courbure 
{\displaystyle {\cal {R}}(\phi )={\frac {1}{2}}\displaystyle \sum _{1\leq j,k\leq n}e_{j}\times e_{k}\times R_{e_{j},e_{k}}(\phi )}
Il en découle plusieurs cas particuliers intéressants : pour l'opérateur de Dirac d'Atiyah-Singer le terme de courbure est particulièrement simple, limité à un terme de courbure scalaire (formule dite de Lichnerowicz)
{\displaystyle {\cal {D}}^{2}=\nabla ^{\ast }\nabla +{\frac {1}{4}}s}

### Applications: la technique de Bochner
Bochner établit en 1946 que, pour des variétés riemanniennes, la positivité de la courbure de Ricci donne une limite la valeur d'un invariant topologique, le premier nombre de Betti. Ce résultat est intéressant en lui-même, puisqu'il fait partie d'une gamme de résultats qui montrent l'incidence des hypothèses de courbure sur la topologie des variétés. Et la démarche de Bochner, qui exploite les formules de Weitzenböck, a vu son emploi s'étendre largement pour produire de nombreux fruits.
Pour le théorème originel de Bochner, on tire de cette formule la valeur du laplacien du carré de la norme d'une 1-forme harmonique
{\displaystyle -{\frac {1}{2}}\Delta (\|\omega \|^{2})=\|\nabla \omega \|^{2}-<\Delta \omega ,\omega >+\mathrm {Ric} (\omega ,\omega )=\|\nabla \omega \|^{2}+\mathrm {Ric} (\omega ,\omega )}.
L'intégrale de l'expression est nulle par le théorème de Stokes et on peut alors exploiter les propriétés de positivité ou stricte positivité.
Un résultat parent, de Gallot et Meyer, donne la nullité de tous les nombres de Betti d'ordre autres que 1 et n, en faisant cette fois une hypothèse de stricte positivité sur l'opérateur de courbure : on a affaire dans ce cas à une sphère d'homologie. On peut comparer ce résultat au théorème de la sphère qui donne un difféomorphisme sous des hypothèses plus exigeantes.
De la formule de Lichnerowicz on tire également un certain nombre de conséquences sur les variétés de Spin qui sont compactes : si la courbure scalaire est strictement positive, le noyau de l'opérateur de Atiyah-Singer est réduit à 0 (pas de spineur harmonique). Et on peut trouver des contraintes sur un autre invariant, le {\displaystyle {\hat {A}}}-genre.
La technique de Bochner permet de trouver d'autres types d'informations : une borne sur les valeurs propres du laplacien si la courbure de Ricci est suffisamment grande, ou encore des propriétés des champs de Killing.

## Laplacien pour les applications entre variétés riemanniennes
En 1964, James Eells et Joseph H. Sampson, ont introduit une notion d'application harmonique {\displaystyle \phi :M\to N} entre deux variétés riemanniennes{\displaystyle (M,g)} et {\displaystyle (N,h)}, comme solution d'un certain problème variationnel, généralisant le problème de Dirichlet. Au moins dans un cadre simple (variétés compactes orientes), il s'agit de trouver les points critiques d'une fonctionnelle appelée énergie de Dirichlet. L'équation d'Euler-Lagrange associée s'écrit
{\displaystyle \tau (\phi )=\mathrm {tr} _{g}(\nabla (\mathrm {d} \phi ))=0}
(avec la connexion de Levi-Civita pour h), ou encore en coordonnées locales (et avec les symboles de Christoffel pour chacune des deux métriques et l'emploi de la convention de sommation d'Einstein)
{\displaystyle \tau ^{i}(\phi )=g^{\alpha \beta }\left({\frac {\partial ^{2}\phi ^{i}}{\partial x^{\alpha }\partial x^{\beta }}}-\Gamma [g]_{\alpha \beta }^{\gamma }{\frac {\partial \phi ^{i}}{\partial x^{\gamma }}}+\Gamma [h]_{jk}^{i}{\frac {\partial \phi ^{j}}{\partial x^{\alpha }}}{\frac {\partial \phi ^{i}}{\partial x^{\beta }}}\right).}
Ce champ de tension {\displaystyle \tau (\phi )} peut s'interprèter comme le gradient de l'énergie de Dirichlet, ou encore comme laplacien généralisé de {\displaystyle \phi } (trace du hessien généralisé).